# Rudolf von der Schulenburg

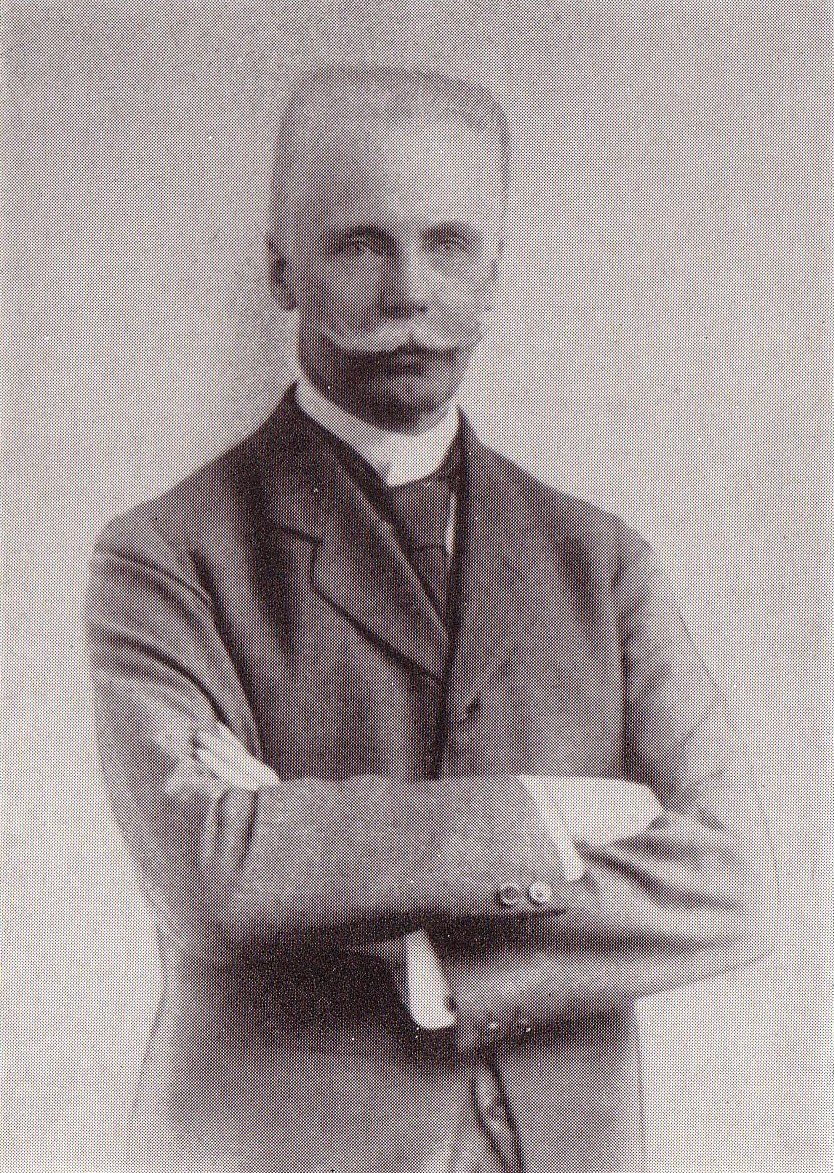
Rudolf von der Schulenburg, Oberpräsident a. D. (um 1920)

Rudolf Wilhelm von der Schulenburg (* 29. Juli 1860 auf Gut Ramstedt, Landkreis Wolmirstedt, Provinz Sachsen; † 13. Januar 1930 auf Gut Schricke, Kreis Wolmirstedt) war Jurist, königlich preußischer Oberpräsident und Politiker.

## Familie
Er entstammte dem altmärkischen Adelsgeschlecht Schulenburg, im Jahr 1237 dort erstmals urkundlich erwähnt, und war der Sohn des königlich preußischen Kammerherrn und Legationsrats Werner von der Schulenburg (1823–1889), Gutsherr auf Ramstedt (gekauft 1857), und der Amalie (Amy) Freiin von Maltzahn (1830–1930).
Schulenburg heiratete am 8. Januar 1896 auf Gut Nordhausen bei Mohrin (Kreis Königsberg, Neumark) Maria von Gerlach (* 20. Dezember 1865 auf Gut Rohrbeck, Kreis Königsberg; † 13. Oktober 1931 auf Gut Schricke, Kreis Wolmirstedt), die Tochter des königlich preußischen Landrats Bernd von Gerlach, königlich preußischer Major und Ritterschaftsrat, Gutsherr auf Nordhausen und 1/3 Rohrbeck, und der Maria Gräfin von Kanitz. Das Paar hatte mehrere Kinder:
- Werner Berndt Bernhard (* 13. Dezember 1897)
- Bernd Hans Ellard Rudolf (* 7. März 1900)
- Elisabeth Marie Amalie Sophie (* 11. Dezember 1902)

## Leben
Rudolf besuchte die Klosterschule Ilfeld und studierte Rechtswissenschaft an der Georg-August-Universität Göttingen und der Friedrich-Wilhelms-Universität Berlin. Seit 1879 war er Mitglied des Corps Saxonia Göttingen.
Er begann seine Laufbahn im Jahr 1882 als Gerichtsreferendar in Naumburg, Provinz Sachsen. 1886 wechselte er als Regierungsreferendar nach Magdeburg, dann nach Oppeln in Oberschlesien. 1889 wurde er Regierungsassessor in Potsdam und Magdeburg. Seit 1894 Landrat des Kreises Oschersleben, wurde er 1902 Oberpräsidialrat in Potsdam und 1903 als Wirkl. Geh. Oberregierungsrat Regierungspräsident von Potsdam. Schließlich war er Oberpräsident in der  Provinz Brandenburg (1914–1917) und der Provinz Sachsen (1917–1919). Als solcher war er von 1914 bis 1918 Mitglied des Preußischen Herrenhauses.
Schulenburg war Gutsherr auf Ramstedt und Schricke. Nach ihm ist das Gartendenkmal Schulenburg-Park in Berlin-Neukölln benannt.